# Hôtel Saint-Simon
L'hôtel Saint-Simon est un bâtiment situé à Angoulême, en France.

## Localisation
L'édifice est situé dans le département français de la Charente, sur la commune d'Angoulême, dans la rue de la Cloche-Verte.

## Historique
Le bâtiment date du XVIe siècle pour sa façade, l'intérieur a été complètement remanié, sans doute au début du XIXe siècle. Il était à une branche cadette de la famille du célèbre mémorialiste Saint-Simon ; il abritait la maréchaussée en 1771 puis servait d'école pour la danse et l'escrime. Il est inscrit au titre des monuments historiques en 1925

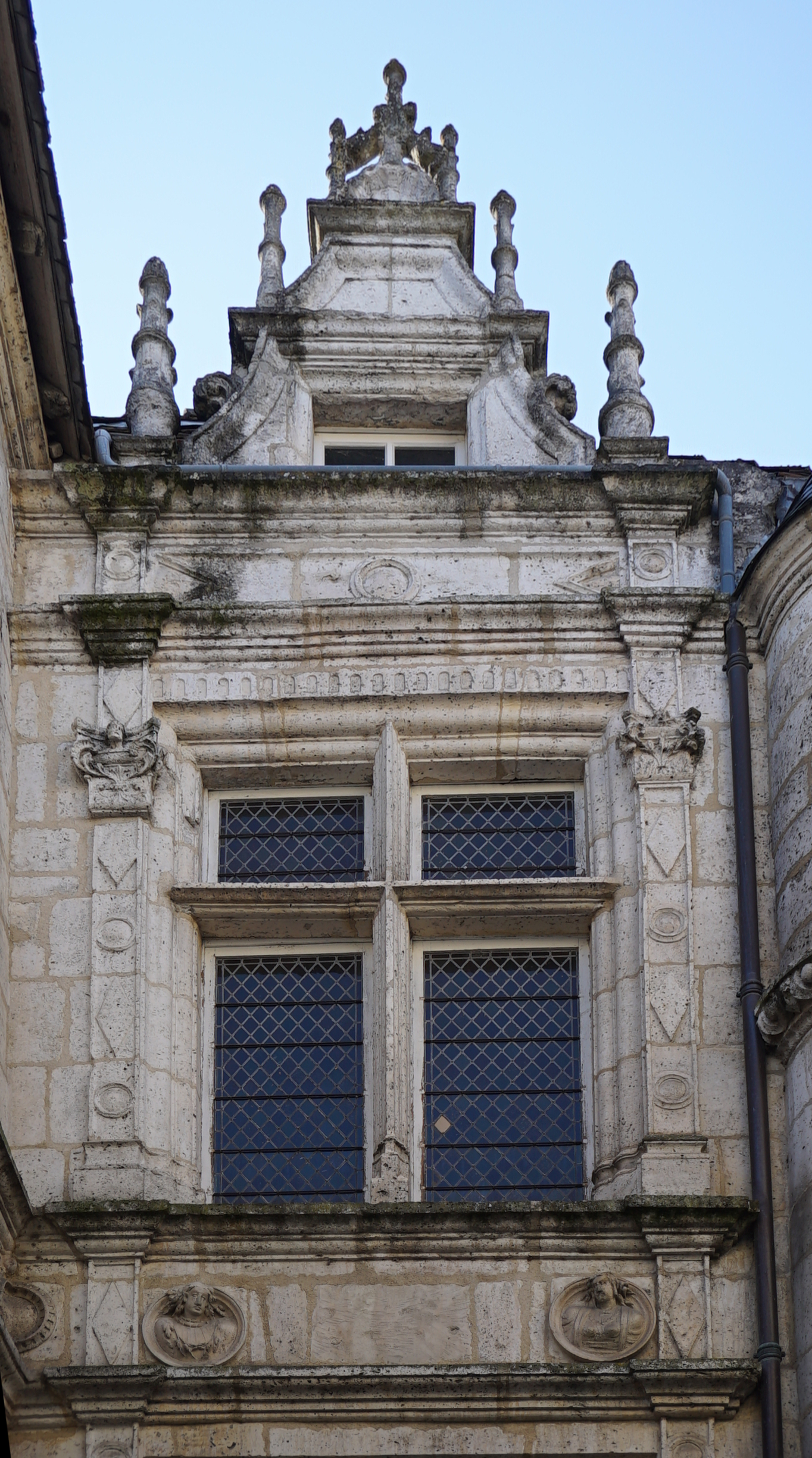
Pignon et fenêtre.

## Description
La façade est en retrait par rapport à la rue, elle est caractéristique de la renaissance avec ses décors géométriques et médaillons à l'antique.

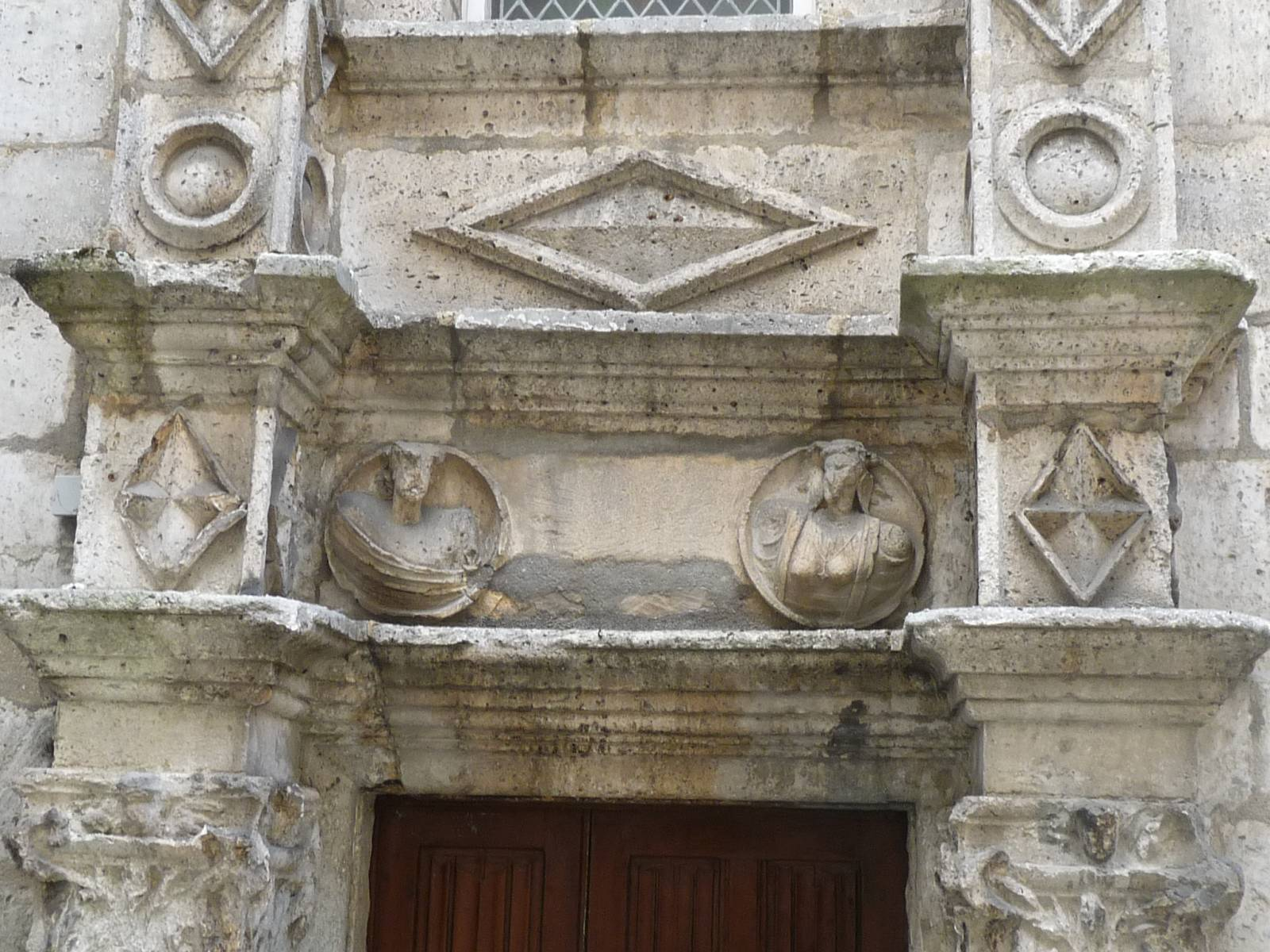
Façade (détail).
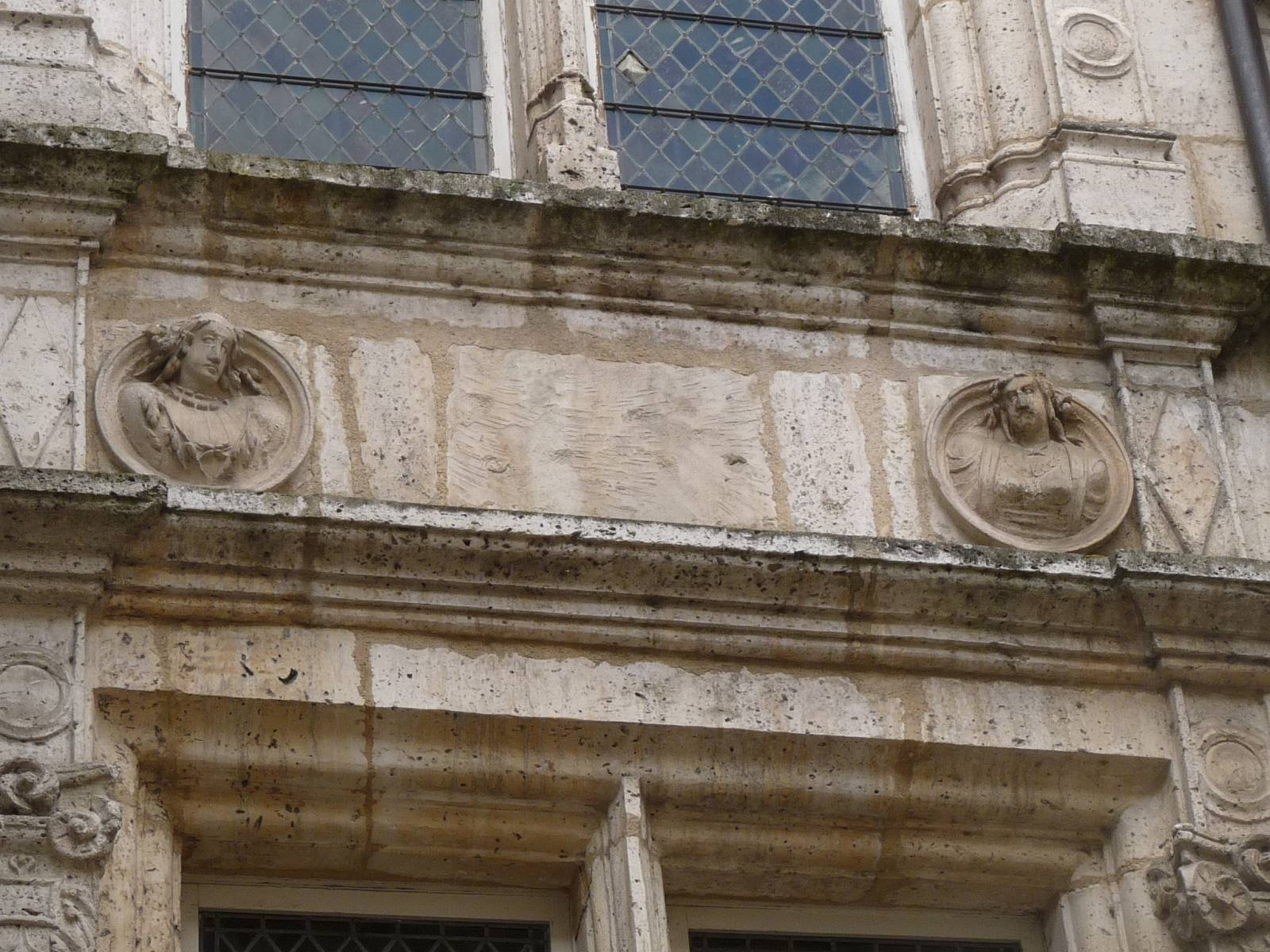
Façade (détail).
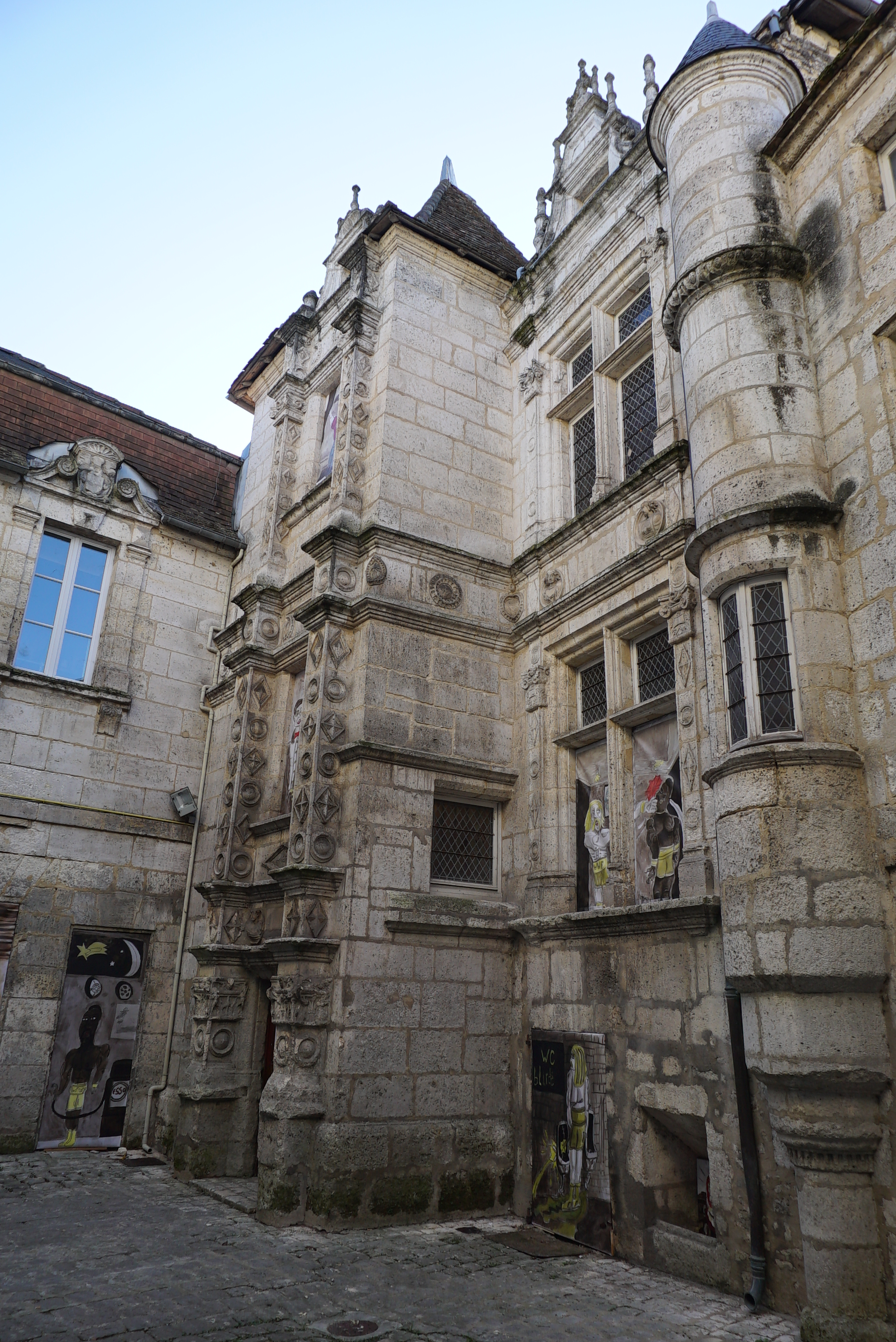
De profil avec des dessins du Festival d'Angoulême 2017.